# Pomerans
Pomerans (Citrus × aurantium Amara-gruppen) är en citrusfrukt, skapad som en hybrid mellan pompelmus och mandarin. Den liknar apelsin men har en mycket bittrare och kryddigare smak. Tidigare räknades bergamott som en nära släkting, men denna anses numera närmare besläktad med citron (C. × limon). 
Pomeransen var känd i Kina redan på 400-talet f.Kr. Den odlas numera både i Sydeuropa och i Västindien.

## Användning i matlagning
Den omogna frukten, kallad narthangai, är vanlig i matlagningen i södra Indien, speciellt i det tamilska köket. Juicen från den mogna frukten används i det kubanska köket. Pomerans används färsk i marmelad samt för att smaksätta likörer, speciellt bitter. De rivna torkade skalen används som krydda i bland annat i brödbakning, memma, brännvin, glögg och veteöl. Tillsammans med bergamott och citron smaksätter pomerans även tesorten Lady Grey.

## Synefrin
Skalet och den omogna frukten från pomerans innehåller höga halter av synefrin. Synefrin är ett ämne som liknar efedrin. Efedrin blev klassat som läkemedel i Sverige 2005 och därmed förbjudet att säljas som livsmedel och kosttillskott. Tillverkarna började då ersätta efedrin med synefrin i sina viktminskningspreparat[källa behövs]. 